# Train T
Train T (также упоминается по названиям модификаций Train 2T, 4T и 6T) —  серия поршневых авиадвигателей воздушного охлаждения, разработанных и производившихся французской компанией Établissements E. Train.

## История
В 1930-е годы компания Train разработала несколько типов перевёрнутых рядных двигателей малой мощности, предназначавшихся для установки на лёгких летательных аппаратах. Их общей конструктивной особенностью были унифицированные габариты цилиндров, поршней, шатунов, деталей газораспределительного механизма и системы зажигания, устанавливавшихся на двух- (модификация 2T), четырёх- (4T), и шестицилиндровых (6T) блоках сходной компоновки. Количество подшипников коленвала (3, 5 или 7) и его кривошипов (2, 4 или 6) также варьировалось в зависимости от количества цилиндров, как и количествo кулачков (4, 8 or 12) нижнего распредвала.
Рабочий объём каждого цилиндра составлял 0,5 литра, их общий рабочий объём был 1, 2 и 3 литра, а номинальная мощность — 20,1 л.с. (15 кВт), 40.2 л. (30 кВт) и 60 л.с. (44,7 кВт), соответственно. Также существовала модификация Train 6D, аналогичная 6T, но с диаметром цилиндров увеличенным до 85 мм.

## Описание конструкции (4T)
Источник: Jane's All the World's Aircraft 1938
- Картер литой алюминиевый из верхней и нижней половин, с закрытыми подшипниками коленвала в нижней части.
- Цилиндры стальные, головки из алюминиевой бронзы с местом под клапанное седло; крепление к картеру болтами.
- Поршни из алюминиевого сплава, «плавающие» поршневые пальцы. Три компрессионных и одно маслосъёмное кольцо на каждый.
- Шатуны кованые дюралюминиевые с разъёмной нижней головкой.
- Коленчатый вал стальной литой с 4 кривошипами и 5 подшипниками. Упорные шариковые подшипники.
- Система зажигания: одно или два магнето с одной / двумя свечами на каждый цилиндр.
- Литровая мощность 16,5 кВт/л
- Удельный расход масла 61 г/кВт·ч

## Рекордные полёты
В 1937 году на самолётах с двигателем 4T было установлено несколько международных рекордов в классе летательных аппаратов с моторами рабочим объёмом до 2 литров. 7 июня того же года 1937 пилот Дюверен достиг скорости 95 км/ч и 154,5 км/ч на дистанциях более 1000 км на одномоторном Kellner-Béchereau E.1. 27 декабря 1937 мадам Лафарг достигла высоты 4935 м на самолёте конструкции Touya, установив одновременно рекорд в данном классе и среди женщин-пилотов.

Этот же мотор использовался во время нескольких известных дальних (для этого класса) перелётов; 30 декабря 1937 года лётчик Ленэ на самолёте Kellner-Béchereau E.1 совершил перелёт из Эльде в Биарриц, дальность которого составила 1229 километров; в тот же день М. Блази на двухместном SFAN 5 преодолел 330 километров, добравшись из Гюйанкура в Шаньер, департамент Шаранта.
6 двигателей Train 4T были установлены на двухместных опытовых моделях летающей лодки Potez-CAMS 161 — Potez-CAMS 160 (масштаб 1:2,6; размах крыльев 18 метров).

## Модификации
Источник: Jane's All the World's Aircraft 1938 unless noted
Train 2T
2-цилиндровый, диаметр цилиндров 80 мм, рабочий объём 1 л, мощность 20,1 л.с. (15 кВт), 31 кг.
Train 4T
4-цилиндровый, 80 мм, 2 л, 40,2 л.с.  (30 кВт), 46 кг.
Train 4A - 30–41 kW (40–55 hp) variant of the 4T
Train 4E - 37–41 kW (50–55 hp) variant of the 4T
Train 6T
6-cylinders, 80 мм, 3 л, 44.7 kW (60 hp), 63 кг.
Train 6D
6-цилиндровый, 85 мм, 3,4 л, 62 kW (83.1 hp)

## Применение
From Jane's All the World's Aircraft 1938 and www.AviaFrance
 Франция

### 4-цилиндровые
- Brochet MB.50 (4T)
- Carmier T.10 (4A)
- Caudron C.344 (4T)
- Chilton D.W.1A (4T)
- Druine Aigle 777 (4T)
- Duverne-Saran (4T)
- Hennion 01 (4A 01)
- Kellner-Béchereau E.1 (4T)
- Mauboussin Hémiptère (4T)
- Morane-Saulnier MS-660 (4E-01)
- Nicolas-Claude NC-2 Aquilon (4E-01?)
- Payen AP-10 (4T)
- Potez-CAMS 160 (4T or 4A-01)
- Régnier 12 (4T)
- TouyaWhat is it?[прояснить] (4T)
- Trébucien Sport (4T)

### 6-цилиндровые
- Aubert PA-20 Cigale (6T)
- Duverne-Saran 01 (6T)
- Kellner-Béchereau EC.4 (6T)
- Kellner-Béchereau ED.5 (6T)
- S.E.C.A.T. S.4 Mouette
- SECAT VI La Mouette (6T)
- SFAN 5 (6T)[5]
- Volland V-10 (6T)